# Cầu diệp lạt
Cầu diệp lạt hay lọng thứ (danh pháp hai phần: Bulbophyllum secundum) là một loài phong lan thuộc chi Bulbophyllum. Loài này phân bố từ Himalaya đến Trung Quốc (tỉnh Vân Nam) và Đông Dương, trong đó có Việt Nam.